# Åkerväddar
Åkerväddar (Knautia) är ett släkte av tvåhjärtbladiga växter. Åkerväddar ingår i familjen väddväxter.

## Dottertaxa till Åkerväddar, i alfabetisk ordning[1]
- Knautia adriatica
- Knautia albanica
- Knautia alleizettei
- Knautia ambigua
- Knautia arvensis
- Knautia arvernensis
- Knautia baldensis
- Knautia basaltica
- Knautia byzantina
- Knautia calycina
- Knautia carinthiaca
- Knautia caroli-rechingeri
- Knautia chassagnei
- Knautia clementii
- Knautia cousturieri
- Knautia dalmatica
- Knautia degenii
- Knautia dinarica
- Knautia dipsacifolia
- Knautia dobrogensis
- Knautia drymeia
- Knautia fleischmannii
- Knautia foreziensis
- Knautia godetii
- Knautia gussonei
- Knautia illyrica
- Knautia integrifolia
- Knautia intercedens
- Knautia involucrata
- Knautia kitaibelii
- Knautia lamottei
- Knautia leucophaea
- Knautia longifolia
- Knautia lucana
- Knautia macedonica
- Knautia magnifica
- Knautia mauritanica
- Knautia midzorensis
- Knautia mollis
- Knautia nevadensis
- Knautia norica
- Knautia numantina
- Knautia oecsemensis
- Knautia orientalis
- Knautia pancicii
- Knautia pectinata
- Knautia persicina
- Knautia purpurea
- Knautia ressmannii
- Knautia rupicola
- Knautia salvadoris
- Knautia sarajevensis
- Knautia sennenii
- Knautia sequanica
- Knautia slovaca
- Knautia spectabilis
- Knautia subcanescens
- Knautia tatarica
- Knautia timeroyi
- Knautia trachytica
- Knautia transalpina
- Knautia travnicensis
- Knautia tulceanensis
- Knautia ujhelyii
- Knautia velebitica
- Knautia velutina
- Knautia visianii

## Bildgalleri

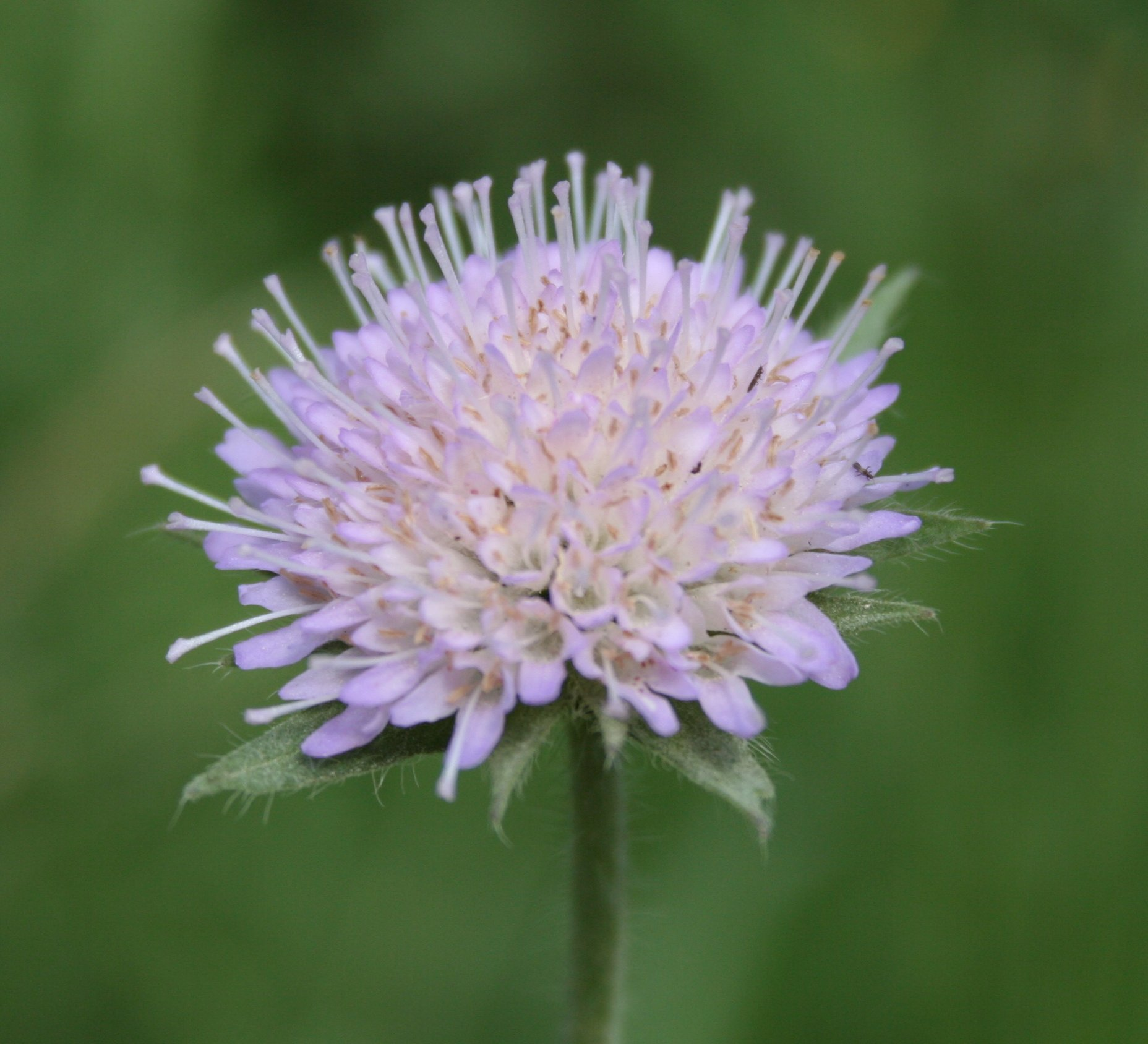
Åkervädd (Knautia arvensis)
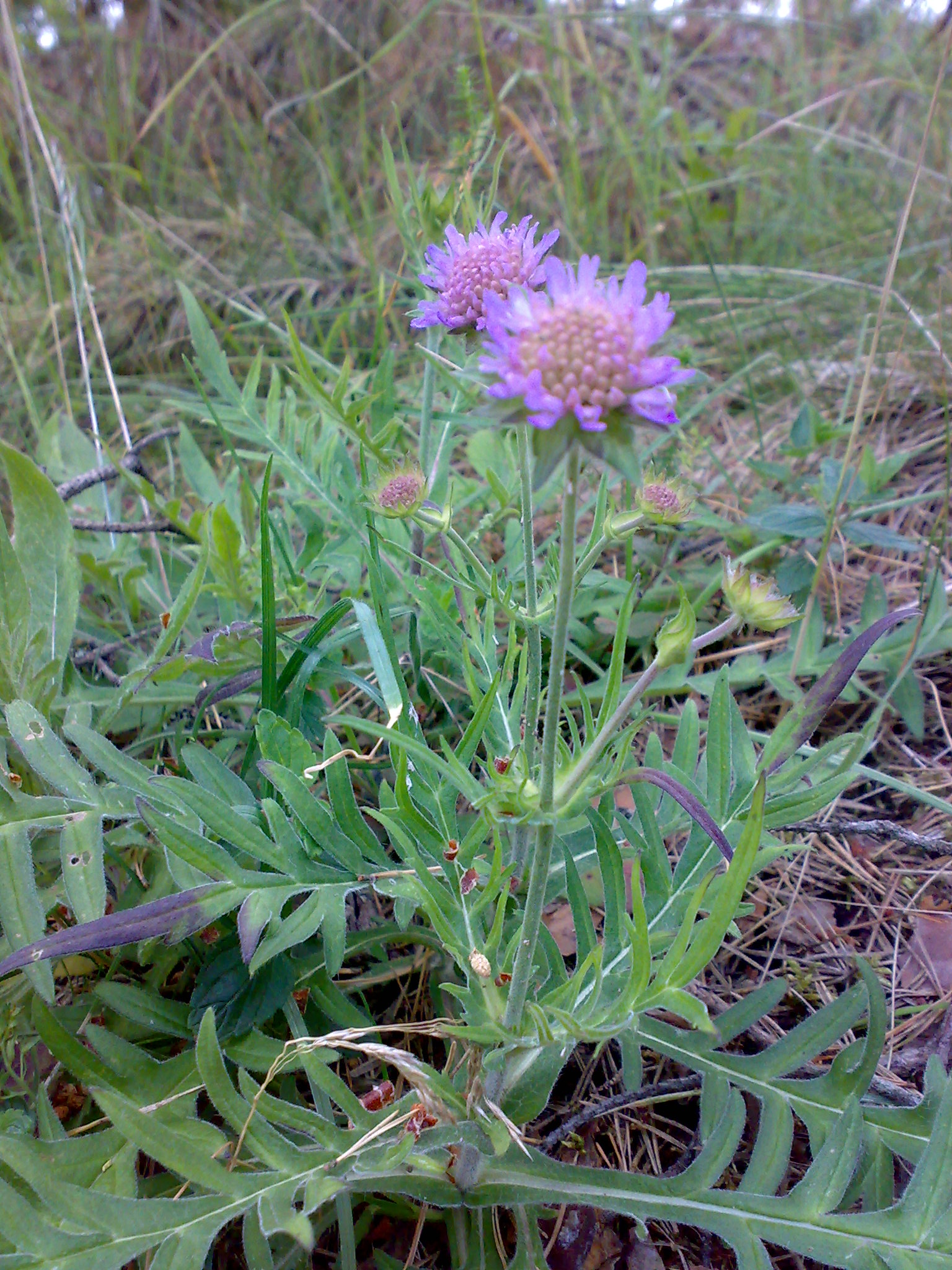
Åkervädd, späd planta
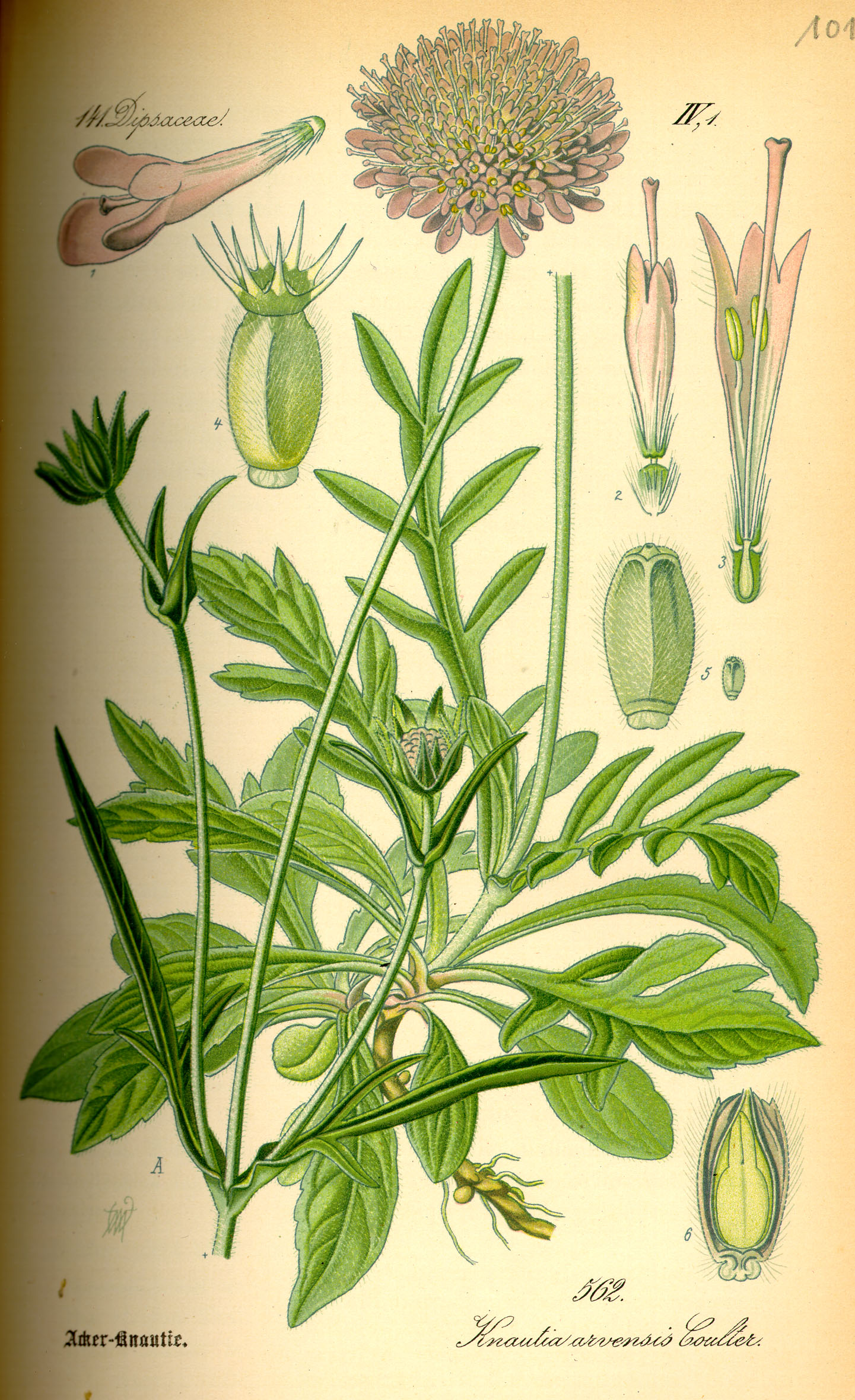
Åkervädd
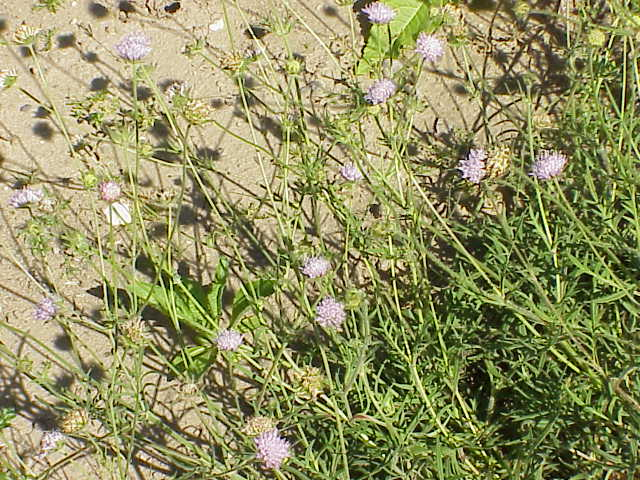
Åkervädd
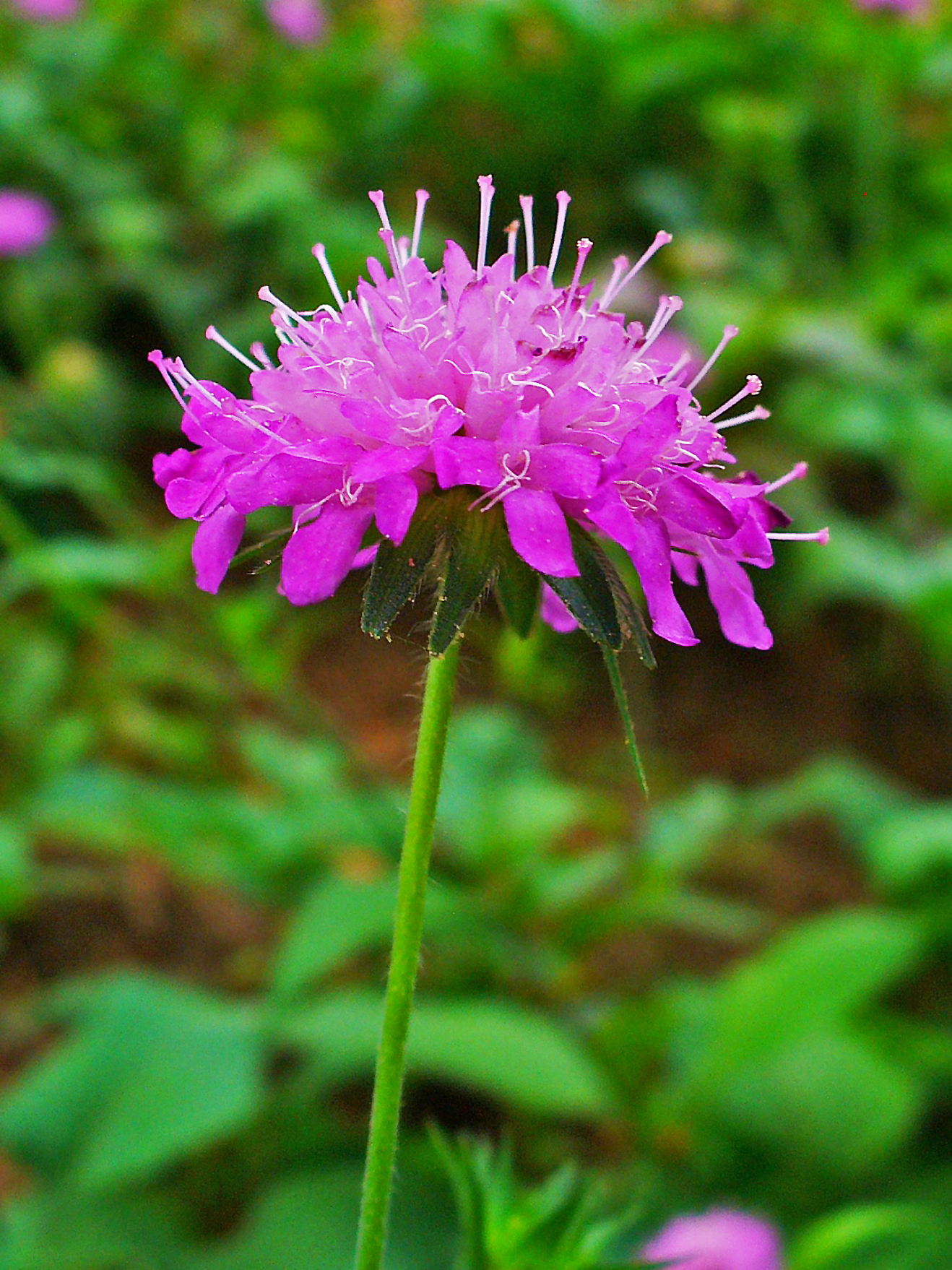
Knautia drymeia
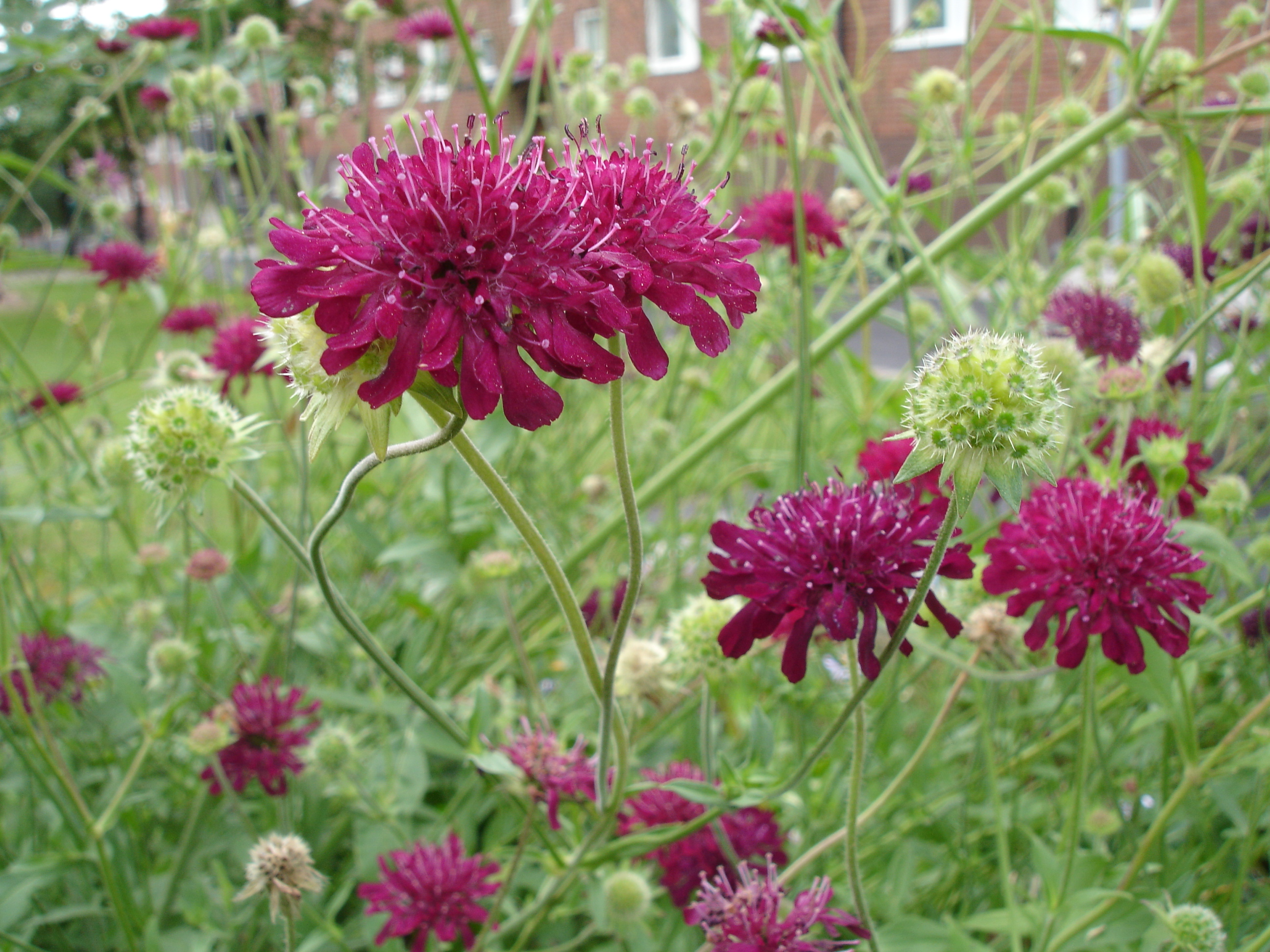
Grekvädd (Knautia macedonica